# Bergamo Lions
Die Bergamo Lions sind eine italienische American-Football-Mannschaft und eines der erfolgreichsten Teams in Europa. Gegründet wurde das Team 1983.

## Geschichte
Nach ihrer Gründung im Jahr 1983 nahmen die Lions in der Saison 1984 in der zweiten italienischen Liga, der Serie B, teil. Ein Jahr später starteten sie in der höchsten italienischen Liga.
In den Superbowl italiano, das Endspiel um die italienische Meisterschaft, zogen sie zum ersten Mal 1992 ein und unterlagen den Pharaones Milano. Ein Jahr später konnten sie sich bei ihrem zweiten Finaleinzug gegen die Gladiatori Roma durchsetzen. Als Italienischer Meister nahmen sie 1994 an der European Football League teil und mussten sich erst im Finale den London Olympians geschlagen geben.
Die Lions nahmen 1995 an der American Football League of Europe (AFLE) teil. Die regular season schlossen sie als Erster ab. Im Finale unterlagen sie den Stockholm Nordic Vikings mit 0:14.

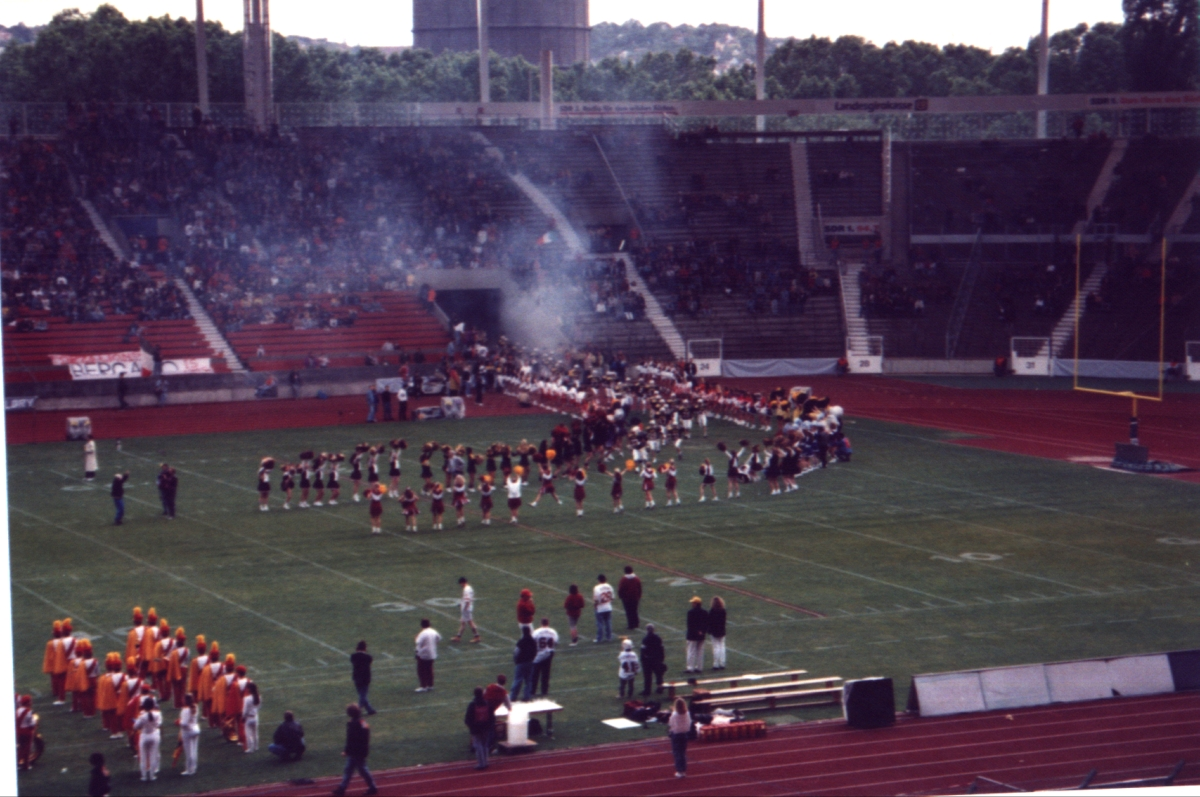
Das Team der Lions betritt den Rasen zum Eurobowl 1994 in Stuttgart

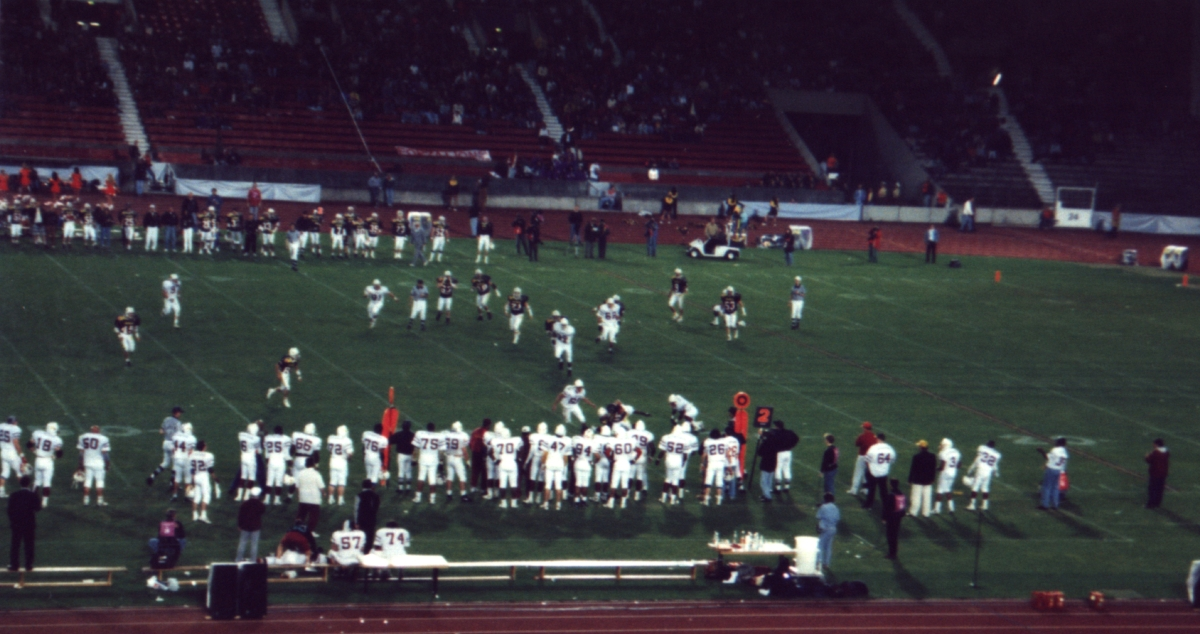
Offense-Spielzug der Lions (dunkle Trikots) während des Eurobowls 1994

Die Lions gewannen die Eurobowl in den Jahren 2000, 2001 und 2002. 2004 und 2005 scheiterten sie im Finale jeweils an den Vienna Vikings. In Italien waren sie Serienmeister, von 1998 bis 2008 gewannen sie jeweils den Titel des italienischen Meisters.
In der Saison 2009 riss die Serie ab.  Die Lions zogen sich 2011 und 2013 freiwillig in die 2. Liga zurück.  In den folgenden Jahren spielten die Lions im hinteren Mittelfeld der Primera Division.  2019 stiegen die Lions dann in die 2. Liga ab.  Dort feierten sie 2023 eine perfekte Saison, an deren Ende der Gewinn des Silver Bowls XXIX stand.  Die Folgesaison verbrachten die Lions weiterhin in der zweiten Liga und kehren erst mit der Aufstockung der ersten Division auf zwölf Teams zur Saison 2025 ins Oberhaus zurück.

## Erfolge
- Eurobowl
  - Sieger: (3) 2000–2002
  - Vize: (3) 1994, 2004, 2005

- Italian Bowl
  - Sieger: (12) 1993, 1998–2008
  - Vize: 1992

- Silver Bowl
  - Sieger: (2) 2011, 2023